# Солсбері (переписна місцевість, Массачусетс)
Солсбері (англ. Salisbury) — переписна місцевість (CDP) в США, в окрузі Ессекс штату Массачусетс. Населення — 5629 осіб (2020).

## Географія
Солсбері розташоване за координатами 42°50′8″ пн. ш. 70°50′32″ зх. д. / 42.83556° пн. ш. 70.84222° зх. д. (42.835542, -70.842243).  За даними Бюро перепису населення США в 2010 році переписна місцевість мала площу 19,41 км², з яких 15,51 км² — суходіл та 3,90 км² — водойми.

## Демографія
Згідно з переписом 2010 року, у переписній місцевості мешкало 4869 осіб у 2204 домогосподарствах у складі 1234 родин. Густота населення становила 251 особа/км².  Було 3235 помешкань (167/км²).
Расовий склад населення:
| - 96,6 % — білих - 0,9 % — азіатів - 0,5 % — чорних або афроамериканців - 0,2 % — корінних американців |

До двох чи більше рас належало 1,4 %. Частка іспаномовних становила 1,6 % від усіх жителів.
За віковим діапазоном населення розподілялося таким чином: 17,0 % — особи молодші 18 років, 65,7 % — особи у віці 18—64 років, 17,3 % — особи у віці 65 років та старші. Медіана віку мешканця становила 46,7 року. На 100 осіб жіночої статі у переписній місцевості припадало 93,9 чоловіків;  на 100 жінок у віці від 18 років та старших — 91,8 чоловіків також старших 18 років.
Середній дохід на одне домашнє господарство  становив 73 968 доларів США (медіана — 67 667), а середній дохід на одну сім'ю — 88 992 долари (медіана — 85 194). Медіана доходів становила 54 056 доларів для чоловіків та 53 642 долари для жінок. За межею бідності перебувало 14,1 % осіб, у тому числі 21,4 % дітей у віці до 18 років та 10,1 % осіб у віці 65 років та старших.
Цивільне працевлаштоване населення становило 2446 осіб. Основні галузі зайнятості: освіта, охорона здоров'я та соціальна допомога — 23,1 %, мистецтво, розваги та відпочинок — 14,0 %, будівництво — 11,3 %, виробництво — 10,9 %.